# Giemza
Giemza (z niem. Gämse), inaczej zamsz lub szewro (franc. chamois [kozica, giemza], chèvre [koza]) – skóra kozia w procesie wyprawiania garbowana chromowo. Bardzo cienka i miękka, stosowana głównie do produkcji galanterii (rękawiczki, obuwie) luksusowej. Dawniej najwyżej ceniono skórę kozic dziś będących w Europie pod ścisłą ochroną.
Giemza mylona jest często z irchą, która jest skórą owczą poddaną procesowi garbowania tłuszczowego.